# 前进 (政协委员)
前进（1951年—），珞巴族，中华人民共和国政治人物、第十一届全国政协委员。
加入中国共产党，担任西藏自治区米林县政协副主席。2008年，当选第十一届全国政协委员，代表少数民族界，分入第五十组。